# Juggernaut
Pour les articles homonymes, voir Juggernaut (homonymie).

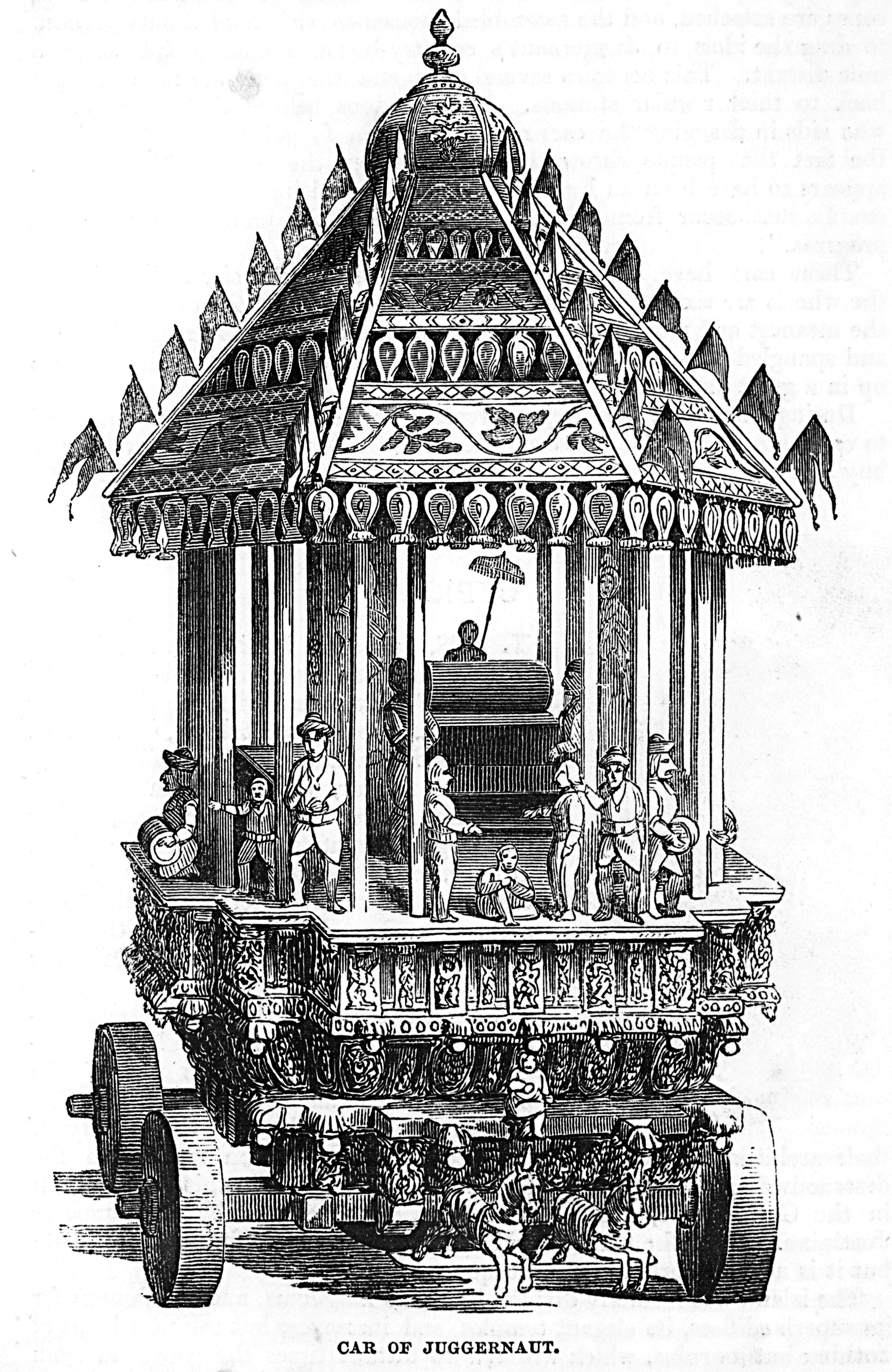
Le char de Juggernaut représenté dans le Illustrated London Reading Book en 1851.

Le juggernaut (mot anglais dérivé du nom sanskrit Jagannâtha, en devanagari जगन्नाथ) désigne en anglais, et souvent de manière métaphorique, une force qui ne peut être arrêtée et qui écrase ou détruit tous les obstacles en travers de son chemin.
Le mot constitue une référence au Ratha Yatra, une procession hindoue à Purî en Inde, durant laquelle on promenait un grand char de procession transportant l'image du dieu Krishna auquel était alors prêté le titre de Jagannâtha, « Seigneur de l'univers ». Des observateurs européens du XIXe siècle ont prétendu que la procession n'hésitait pas à écraser les fidèles qui se trouvaient sur le passage du char, d'où l'usage métaphorique du terme à partir de cette époque. 
Les observations plus récentes ont montré que cette interprétation était une légende amplifiant des accidents fortuits durant les cérémonies, mais l'usage du terme est resté.

## Origine de la légende dujuggernaut
Le mot est attesté en anglais dès le XIVe siècle dans les descriptions de la procession données par des voyageurs. Mais il ne prend son sens métaphorique de « force destructrice irrésistible » qu'au XIXe siècle, dans les années 1830-1850, au moment où les missionnaires coloniaux chrétiens, britanniques et français, formulent de violentes critiques envers les cérémonies propres à l'hindouisme en Inde, et en particulier contre les processions de chars transportant des statues. Les descriptions de cette procession l'associent à toutes sortes d'excès et de comportements indécents et affirment que les adorateurs allaient jusqu'à se jeter volontairement sous les roues du char qui les écrasait.
Au début du XXe siècle, cependant, des descriptions plus exactes montrent qu'il s'agit d'une légende, puisqu'en réalité toute mort ou effusion de sang pendant la cérémonie serait considérée comme une souillure. Il est possible que la légende provienne de mauvaises interprétations de simples accidents dus à des mouvements de foule pendant la cérémonie.

## Traduction française
En date de 2014, le mot « Juggernaut » n'est pas répertorié par la majorité des dictionnaires de langue française et il n'existe pas de traduction littérale. Le terme est traduit par des périphrases faisant référence au caractère inexorable à la puissance et à la brutalité. L'image du rouleau compresseur est parfois retenue.
On trouve cependant une occurrence de ce terme sous la forme « Jaggernat » à la première page du Père Goriot, le roman d'Honoré de Balzac, écrit en 1834 :
« Le char de la civilisation, semblable à celui de l'idole de Jaggernat, à peine retardé par un cœur moins facile à broyer que les autres et qui enraie sa roue, l'a brisé bientôt et continue sa marche glorieuse. ». De même, Baudelaire dans Edgar Poe, sa vie et ses œuvres, la préface aux Histoires extraordinaires (1856), parle de l'« idole de Jaggernaut », dans un sens qui rappelle l'emploi de ce terme en anglais, et peut-être chez Balzac : « On dirait que de l'amour impie de la liberté est née une tyrannie nouvelle, la tyrannie des bêtes, ou zoocratie, qui par son insensibilité féroce ressemble à l'idole de Jaggernaut. »
L'écrivain français Jules Verne évoque également « le char de Jaggernaut » dans ses romans d'aventure Le Tour du monde en quatre-vingts jours (1872), où il est mentionné à plusieurs reprises, et La Maison à vapeur (1880),  lorsque l'engin roulant des héros du roman croise une foule de pèlerins lors d'une procession à la ville sainte de Gaya (voir Bodhgaya). Jules Verne reprend l'interprétation du char de Jaggernaut comme char sacré, force destructrice irrésistible pour les pèlerins, prêts à se jeter sous ses roues : « En me penchant en dehors de la vérandah, je venais de voir une douzaine de ces fanatiques se jeter sur la route, avec la volonté bien évidente de se faire écraser sous les roues de la lourde machine. [...] - Les imbéciles ! criait à son tour le capitaine Hod. Ils prennent notre appareil pour le char de Jaggernaut ! Ils veulent se faire broyer sous les pieds de l'éléphant sacré ! »
Anatole France, en 1908, utilise l'orthographe « Jagernat » dans L’Île des Pingouins en comparant l'automobile à une divinité faisant des victimes.
Dans le roman Brûlant Secret de Stefan Zweig, le traducteur désigné Alzir Hella a retenu le terme de roue de Djaggernat : « (...), et la terrible roue de Djaggernat qui écrasait des milliers d’humains sous ses essieux ».

## LeJuggernautdans la culture populaire

### Littérature
Dans le roman Le Tour du monde en quatre-vingts jours (1872) de Jules Verne, lorsque le personnage de Passepartout est séparé de Phileas Fogg qui remonte vers Shanghai en Chine, Passepartout se fait engager dans un cirque à Yokohama au Japon et officie à la base d'une pyramide humaine appelée « Char de Jaggernaut » (chapitre XXIII).
Dans le numéro 104 (1936) de la série Les Aventures de Harry Dickson intitulé La Cour d’épouvante, l’auteur de littérature fantastique Jean Ray fait référence au char de Jaggernaut, machine diabolique, tout au long du chapitre 7.
Il est également fait mention à plusieurs reprises de juggernaut dans Melmoth de Charles R. Mathurin.

### Musique
Juggernaut est le nom du troisième album studio du groupe de metal américain Periphery. Cet album est divisé en deux parties :  Alpha et Juggernaut: Omega.

### Bande dessinée
Le Juggernaut (en version française, le Fléau) est le nom d'un personnage de comics évoluant dans l'univers Marvel de la maison d'édition Marvel Comics.

### Animés
Habituellement, dans Danmachi La légende  des Familias, le Donjon se répare lentement lorsqu'il subit des dégâts. Mais lorsque ceux ceux-ci deviennent excessifs, il priorise alors l'éradication de leur cause que sont les aventuriers. Il fait alors apparaître le Juggernaut, un monstre extrêmement puissant, tueur implacable qui s'emploiera a vider sans pitié l'étage concerné de tous ses visiteurs.

### Jeux vidéo
Dans Blood and Magic, le « Mastodonte » (en anglais, Juggernaut) est la machine destructrice que tente de mettre au point l'artificier fou, Wormskull, dans le chapitre « Machine infernale » afin de détruire la ville de Koningheim, ce pour quoi il cherche à obtenir par tous les moyens la Perle de pouvoir.
Dans Call of Duty: Modern Warfare, le « Mastodonte » (en anglais, Juggernaut) est la meilleure « série d'éliminations ». Il s'agit d'une armure balistique ultra-lourde associée à un minigun.
Dans Pokémon, le nom anglais de Blindépique est « Chesnaught », un mot-valise composé de chestnut (châtaigne) Juggernaut et knight (chevalier).
Dans Ultima Online, le Juggernaut est une unité ennemie, sorte de cyborg mi-homme mi-tank doté de pouvoirs magiques.
Dans Warframe, le Juggernaut est un général ennemi infesté.
Dans Castlevania: Curse of Darkness, le Juggernaut est l'un des démons que le héros Hector peut invoquer, en faisant évoluer son démon de type combat. Il peut faire des dégats importants et ouvrir certaines portes verrouillées.

### Jeu de cartes à collectionner
Dans le jeu de cartes à collectionner Magic : L'Assemblée, avec la carte « Juggernaut ».